# 계층 문제
물리학에서 계층 문제(階層問題, hierarchy problem) 또는 자연스러움의 문제(naturalness problem)는 어떤 물리량이 자연스럽게 작은 것을 설명해야 하는 문제이다. 유효 이론에 의하면 모든 물리량은 기본 물리량과 연관이 있기 때문에, 기본 물리량보다 엄청나게 작은 물리량이 등장한다면 이를 자연스럽게 하기 위해 인위적인 물리량을 넣어 주어야 한다.
기본 물리량은 보통 어떤 이론이 유효한 가장 작은 크기와 연관된다.

## 표준 모형의 게이지 계층 문제
가령 표준 모형에서는 쿼크와 경입자 등의 질량을 포함한 모든 물리량이 힉스 입자의 진공 기댓값으로 표현된다. 그러나 힉스 입자의 진공 기댓값은 기본 질량인 플랑크 질량보다 {\displaystyle 10^{15}}배 작다. 이를 표준 모형의 게이지 계층 문제라고 한다.

### 초대칭 해
초대칭은 표준 모형의 게이지 계층 문제의 해를 제공한다. 이는 힉스 입자와 같은 보존의 질량이 양자역학적인 보정에 의해 받아들일 수 없을 만큼 크게 수정되는 문제이다. 작은 질량을 가지고 있는 보존도 양자역학적인 보정에 의해 크게 수정된다면 원래의 작은 질량이 정말 작다고 말하는 데 무리가 있게 된다.
표준 모형에 초대칭을 도입하면(초대칭 표준 모형) 이 양자역학적인 보정이 초대칭쌍의 보정 때문에 상쇄되어 계층 문제가 없다. 문제는 초대칭을 가정하더라도 이 세상에 가벼운 초대칭 입자가 없기 때문에 초대칭이 깨져 있다고 봐야 한다는 것이다. 초대칭 깨짐과 게이지 계층 문제를 조화시키는 것이 게이지 계층 문제의 가장 중요한 이슈이다.

## 우주상수 문제
우주상수 문제는 양자장론을 우주론에 적용할 경우 생기는 계층 문제의 또 다른 예이다. 우주상수란 일반 상대론에서 진공의 에너지 밀도를 나타내는 기본 상수다. 만약 현재 알려진 표준 모형이 미시세계에도 유효하여 플랑크 길이까지 효력을 가진다면, 차원적 해석으로 우주상수의 값이 대략 플랑크 질량 정도라고 예측할 수 있다. 하지만 실제로 측정된 우주상수의 값은 이보다 10120배 작다 (이는 해밀톤 밀도로 분석할 때 그렇고 이는 질량의 네제곱에 비례하므로, 우주상수를 질량의 단위로 환산하면 1030 작다고 할 수도 있다).
유리 골판드(Yuri Gol'fand)는 이를 양자장론의 진공 에너지로 이해해야한다고 수식화했다. 우주를 양자 마당 이론으로 기술된다면, 우주의 물질이 양자화되어있다. 이를 기술하는 해밀토니안 밀도는 단순 조화 진동자의 그것과 비슷한데, 양자화하는 과정에서 진공 에너지가 0이 아니다. 중력이 존재할 때 이 0이 아닌 진공 에너지는 상호작용하게 되는데, 그 이유는 로런츠 불변에 의해 중력자의 상호작용 {\displaystyle {\sqrt {g}}\Lambda }이 들어가기 때문이다. 물론, 아주 작은 진공 에너지가 있다고 하더라도, 미시세계에서 어떤 대칭 깨짐이 있다면, 그에 해당하는 크기를 가지는 우주상수를 더하여준다.
초대칭 이론은 언제나 보손과 페르미온이 쌍으로 존재한다는 이론이다. 이 두 입자는 진공 에너지가 크기가 같고 부호만 다르기 때문에, 진공 에너지로 설명되는 우주상수가 정확히 0이라고 예측하지만, 이 세상은 초대칭이 있다고 하더라도, 초대칭이 깨진 우주이다. 따라서 초대칭이 깨진 만큼 진공 에너지에 기여하게 되고, 우주상수를 주므로, 이것도 실제로 관측된 양의 우주상수를 설명하지 못한다. 초중력을 도입하면 일반적으로 우주상수가 음의 값을 가지는데, 역시 초대칭 깨짐의 효과를 설명해야 한다. 끈이론도 초중력을 주게 되므로 결과는 같다. 우주상수의 값을 인간 중심 원리를 도입하여 설명하기도 한다.

## 같이 보기
- CP 위반